# Niels Brinck
Niels Brinck Kristensen, dit "Brinck", né le 24 septembre 1974 à Aabyhøj, est un chanteur et compositeur danois.

## Eurovision 2009
Il a représenté le Danemark lors de la seconde demi-finale du Concours Eurovision de la chanson 2009 à Moscou, le 14 mai 2009, avec sa chanson Believe again (Croire encore). Qualifié en finale, il finit à la 13e place. Il a également composé avec Cryoshell un morceau : Gravity Hurts, pour la franchise de Lego à succès Bionicle.